# Liste der Lieder von Lana Del Rey
Dies ist eine Liste der aufgenommenen und veröffentlichten, sowie eine Auswahl von unveröffentlichten Liedern der US-amerikanischen Popsängerin Lana Del Rey (bürgerlich: Elizabeth Grant) und ihrer Pseudonyme wie Lizzy Grant und May Jailer. Die Reihenfolge der Titel ist alphabetisch sortiert. Sie gibt Auskunft über die Urheber und auf welchem Tonträger die Komposition erstmals zu finden ist. Ausgenommen in dieser Liste sind Medleys, Remixe und eigene Neuauflagen (Cover) ohne anderer Besetzung.

## Eigenkompositionen

### #
| Titel      | Autoren                      | Album         | Jahr |
| ---------- | ---------------------------- | ------------- | ---- |
| 13 Beaches | Elizabeth Grant, Rick Nowels | Lust for Life | 2017 |
| 24         | Elizabeth Grant, Rick Nowels | Honeymoon     | 2015 |

### A
| Titel    | Autoren                                    | Album                                               | Jahr |
| -------- | ------------------------------------------ | --------------------------------------------------- | ---- |
| A&W      | Jack Antonoff, Elizabeth Grant             | Did You Know That There’s a Tunnel Under Ocean Blvd | 2023 |
| American | Elizabeth Grant, Emile Haynie, Rick Nowels | Paradise                                            | 2012 |
| Arcadia  | Drew Erickson, Elizabeth Grant             | Blue Banisters                                      | 2021 |
| Art Deco | Elizabeth Grant, Rick Nowels               | Honeymoon                                           | 2015 |

### B
| Titel                                                    | Autoren                                                   | Album                            | Jahr |
| -------------------------------------------------------- | --------------------------------------------------------- | -------------------------------- | ---- |
| Bartender                                                | Elizabeth Grant, Rick Nowels                              | Norman Fucking Rockwell!         | 2019 |
| Beautiful                                                | Elizabeth Grant, Drew Erickson                            | Blue Banisters                   | 2021 |
| Beautiful People Beautiful Problems (feat. Stevie Nicks) | Elizabeth Grant, Stevie Nicks, Rick Nowels, Justin Parker | Lust for Life                    | 2017 |
| Bel Air                                                  | Elizabeth Grant, Daniel Heath                             | Paradise                         | 2012 |
| Big Eyes                                                 | Elizabeth Grant, Daniel Heath                             | Big Eyes (O.S.T.)                | 2014 |
| Black Bathing Suit                                       | Zachary Dawes, Elizabeth Grant, Drew Erickson             | Blue Banisters                   | 2021 |
| Black Beauty                                             | Elizabeth Grant, Rick Nowels                              | Ultraviolence (Deluxe Edition)   | 2014 |
| Blue Banisters                                           | Elizabeth Grant, Gabe Simon                               | Blue Banisters                   | 2021 |
| Blue Jeans                                               | Elizabeth Grant, Emile Haynie, Dan Heath                  | Born to Die                      | 2011 |
| Blue Madonna (Børns feat. Lana Del Rey)                  | Garrett Borns, Thomas Schleiter                           | Blue Madonna                     | 2018 |
| Bluebird                                                 | Elizabeth Grant, Luke Laird                               |                                  | 2025 |
| Body Electric                                            | Elizabeth Grant, Rick Nowels                              | Paradise                         | 2012 |
| Born to Die                                              | Elizabeth Grant, Justin Parker                            | Born to Die                      | 2012 |
| Breaking Up Slowly                                       | Elizabeth Grant, Nikki Lane                               | Chemtrails over the Country Club | 2021 |
| Brite Lites                                              | Elizabeth Grant                                           | Lana Del Ray a.k.a Lizzy Grant   | 2010 |
| Brooklyn Baby                                            | Elizabeth Grant, Barrie O’Neill                           | Ultraviolence                    | 2014 |
| Burning Desire                                           | Elizabeth Grant, Justin Parker                            | Paradise (iTunes Store Version)  | 2012 |

### C
| Titel                              | Autoren                           | Album                                               | Jahr |
| ---------------------------------- | --------------------------------- | --------------------------------------------------- | ---- |
| California                         | Zachary Dawes, Elizabeth Grant    | Norman Fucking Rockwell!                            | 2019 |
| Candy Necklace (feat. Jon Batiste) | Jon Batiste, Elizabeth Grant      | Did You Know That There’s a Tunnel Under Ocean Blvd | 2023 |
| Carmen                             | Elizabeth Grant, Justin Parker    | Born to Die                                         | 2012 |
| Change                             | Elizabeth Grant, Rick Nowels      | Lust for Life                                       | 2017 |
| Chemtrails over the Country Club   | Jack Antonoff, Elizabeth Grant    | Chemtrails over the Country Club                    | 2021 |
| Cherry                             | Elizabeth Grant, Tim Larcombe     | Lust for Life                                       | 2017 |
| Cherry Blossom                     | Elizabeth Grant, Rick Nowels      | Blue Banisters                                      | 2021 |
| Cinnamon Girl                      | Jack Antonoff, Elizabeth Grant    | Norman Fucking Rockwell!                            | 2019 |
| Coachella – Woodstock in My Mind   | Elizabeth Grant, Rick Nowels      | Lust for Life                                       | 2017 |
| Cola                               | Elizabeth Grant, Rick Nowels      | Paradise                                            | 2012 |
| Cruel World                        | Elizabeth Grant, Blake Stranathan | Ultraviolence                                       | 2014 |

### D
| Titel                                                 | Autoren | Album                                               | Jahr |
| ----------------------------------------------------- | --- | --------------------------------------------------- | ---- |
| Dealer                                                | Zachary Dawes, Elizabeth Grant, Loren Humphrey, Miles Kane, Tyler Parkford                                     | Blue Banisters                                      | 2021 |
| Dance Till We Die                                     | Jack Antonoff, Elizabeth Grant                                                                                 | Chemtrails over the Country Club                    | 2021 |
| Dark but Just a Game                                  | Jack Antonoff, Elizabeth Grant                                                                                 | Chemtrails over the Country Club                    | 2021 |
| Dark Paradise                                         | Elizabeth Grant, Rick Nowels                                                                                   | Born to Die                                         | 2012 |
| Dayglo Reflection (Bobby Womack feat. Lana Del Rey)   | Damon Albarn, Sam Cooke, Elizabeth Grant, Harold Payne, Richard Russell, Bobby Womack                          | The Bravest Man in the Universe                     | 2012 |
| Did You Know That There’s a Tunnel Under Ocean Blvd   | Elizabeth Grant, Mike Hermosa                                                                                  | Did You Know That There’s a Tunnel Under Ocean Blvd | 2022 |
| Diet Mountain Dew                                     | Mike Daly, Elizabeth Grant                                                                                     | Born to Die                                         | 2012 |
| Don’t Call Me Angel (mit Miley Cyrus & Ariana Grande) | Miley Cyrus, Elizabeth Grant, Ariana Grande, Savan Kotecha, Max Martin, Alma-Sofia Miettinen, Ilya Salmanzadeh | Charlie’s Angels                                    | 2019 |

### F
| Titel                       | Autoren                                                          | Album                                               | Jahr |
| --------------------------- | ---------------------------------------------------------------- | --------------------------------------------------- | ---- |
| Fingertips                  | Elizabeth Grant, Drew Erickson                                   | Did You Know That There’s a Tunnel Under Ocean Blvd | 2023 |
| Fishtail                    | Jack Antonoff, Elizabeth Grant, Aljosha Konstanty, Ann Tomberlin | Did You Know That There’s a Tunnel Under Ocean Blvd | 2023 |
| Flipside                    | Elizabeth Grant, Blake Stranathan                                | Ultraviolence (France Version)                      | 2014 |
| Florida Kilos               | Dan Auerbach, Harmony Corrine, Elizabeth Grant                   | Ultraviolence (Deluxe Edition)                      | 2014 |
| For K Part II               | Elizabeth Grant                                                  | Lana Del Ray a.k.a Lizzy Grant                      | 2010 |
| Freak                       | Elizabeth Grant, Rick Nowels                                     | Honeymoon                                           | 2015 |
| Fuck It, I Love You         | Jack Antonoff, Elizabeth Grant                                   | Norman Fucking Rockwell!                            | 2019 |
| Fucked My Way Up to the Top | Elizabeth Grant, Daniel Heath                                    | Ultraviolence                                       | 2014 |

### G
| Titel                                                                                            | Autoren                                      | Album                                               | Jahr |
| ------------------------------------------------------------------------------------------------ | -------------------------------------------- | --------------------------------------------------- | ---- |
| Get Free                                                                                         | Elizabeth Grant, Kieron Menzies, Rick Nowels | Lust for Life                                       | 2017 |
| God Bless America – And All the Beautiful Women in It                                            | Elizabeth Grant, Rick Nowels                 | Lust for Life                                       | 2017 |
| Gods and Monsters                                                                                | Elizabeth Grant, Tim Larcombe                | Paradise                                            | 2012 |
| God Knows I Tried                                                                                | Elizabeth Grant, Rick Nowels                 | Honeymoon                                           | 2015 |
| God Save Our Young Blood (Børns feat. Lana Del Rey)                                              | Garrett Borns, Thomas Schleiter              | Blue Madonna                                        | 2018 |
| Gramma (Blue Ribbon Sparkler Trailer Heaven)                                                     | Elizabeth Grant, David Kahne                 | Kill Kill EP                                        | 2008 |
| Grandfather Please Stand on the Shoulders of My Father While He’s Deep-Sea Fishing (feat. Riopy) | Elizabeth Grant, Jean-Philippe Rio-Py        | Did You Know That There’s a Tunnel Under Ocean Blvd | 2023 |
| Groupie Love (feat. A$AP Rocky)                                                                  | Elizabeth Grant, Rakim Mayers, Rick Nowels   | Lust for Life                                       | 2017 |
| Guns and Roses                                                                                   | Elizabeth Grant, Rick Nowels                 | Ultraviolence (Deluxe Edition)                      | 2014 |

### H
| Titel                                                                 | Autoren                                         | Album                                                          | Jahr |
| --------------------------------------------------------------------- | ----------------------------------------------- | -------------------------------------------------------------- | ---- |
| Hallucinogenics (Remix) (Matt Maeson feat. Lana Del Rey)              | Elizabeth Grant, James Flannigan, Matthew Mason | —                                                              | 2020 |
| Happiness Is a Butterfly                                              | Jack Antonoff, Elizabeth Grant, Rick Nowels     | Norman Fucking Rockwell!                                       | 2019 |
| Henry, Come On                                                        | Elizabeth Grant, Luke Laird                     |                                                                | 2025 |
| Heroin                                                                | Elizabeth Grant, Rick Nowels                    | Lust for Life                                                  | 2017 |
| High by the Beach                                                     | Elizabeth Grant, Kieron Menzies, Rick Nowels    | Honeymoon                                                      | 2015 |
| Hollywood Bowl (Rob Grant feat. Lana Del Rey)                         | Elizabeth Grant, Rob Grant                      | Lost at Sea                                                    | 2023 |
| Honeymoon                                                             | Elizabeth Grant, Rick Nowels                    | Honeymoon                                                      | 2015 |
| Hope Is a Dangerous Thing for a Woman like Me to Have – but I Have It | Jack Antonoff, Elizabeth Grant                  | Norman Fucking Rockwell!                                       | 2019 |
| Hotel Sayre (Craig Armstrong feat. Lana Del Rey)                      | Craig Armstrong                                 | The Orchestral Score from Baz Luhrmann’s Film The Great Gatsby | 2013 |
| How to Disappear                                                      | Jack Antonoff, Elizabeth Grant                  | Norman Fucking Rockwell!                                       | 2019 |

### I
| Titel                   | Autoren                                              | Album                                | Jahr |
| ----------------------- | ---------------------------------------------------- | ------------------------------------ | ---- |
| I Can Fly               | Elizabeth Grant, Rick Nowels                         | Big Eyes (O.S.T.)                    | 2014 |
| If You Lie Down with Me | Drew Erickson, Elizabeth Grant, Barrie-James O’Neill | Blue Banisters                       | 2021 |
| In My Feelings          | Elizabeth Grant, Rick Nowels                         | Lust for Life                        | 2017 |
| Is This Happiness       | Elizabeth Grant, Rick Nowels                         | Ultraviolence (iTunes Store Version) | 2014 |

### J
| Titel                 | Autoren                        | Album                                               | Jahr |
| --------------------- | ------------------------------ | --------------------------------------------------- | ---- |
| Jon Batiste Interlude | Jon Batiste, Elizabeth Grant   | Did You Know That There’s a Tunnel Under Ocean Blvd | 2023 |
| Judah Smith Interlude | Jack Antonoff, Elizabeth Grant | Did You Know That There’s a Tunnel Under Ocean Blvd | 2023 |
| Jump                  | Elizabeth Grant                | Lana Del Ray a.k.a Lizzy Grant                      | 2010 |

### K
| Titel     | Autoren                        | Album                                               | Jahr |
| --------- | ------------------------------ | --------------------------------------------------- | ---- |
| Kill Kill | Elizabeth Grant                | Kill Kill EP                                        | 2008 |
| Kintsugi  | Jack Antonoff, Elizabeth Grant | Did You Know That There’s a Tunnel Under Ocean Blvd | 2023 |

### L
| Titel                                                   | Autoren                                                    | Album                                               | Jahr |
| ------------------------------------------------------- | ---------------------------------------------------------- | --------------------------------------------------- | ---- |
| Let Me Love You Like a Woman                            | Jack Antonoff, Elizabeth Grant                             | Chemtrails over the Country Club                    | 2020 |
| Let the Light In (feat. Father John Misty)              | Elizabeth Grant, Mike Hermosa, Benji Lysaght               | Did You Know That There’s a Tunnel Under Ocean Blvd | 2023 |
| Life Lesson (Jon Batiste feat. Lana De Rey)             | Jon Batiste, Elizabeth Grant                               | World Music Radio                                   | 2023 |
| Live My Life (Tamarama feat. Lana Del Rey)              | David Kahne, Jay Lyons, Nicholas Potts                     | Tamarama                                            | 2010 |
| Living Legend                                           | Elizabeth Grant, Barrie-James O’Neill                      | Blue Banisters                                      | 2021 |
| Living with Myself (Jonathan Wilson feat. Lana Del Rey) | Jonathan Wilson                                            | Rare Birds                                          | 2018 |
| Lolita                                                  | Elizabeth Grant, Liam Howe, Hannah Robinson                | Born to Die (Deluxe Edition)                        | 2012 |
| Looking for America                                     | Jack Antonoff, Elizabeth Grant                             | —                                                   | 2019 |
| Lost at Sea (Rob Grant feat. Lana Del Rey)              | Elizabeth Grant, Rob Grant                                 | Lost at Sea                                         | 2023 |
| Love                                                    | Elizabeth Grant, Emile Haynie, Benjamin Levin, Rick Nowels | Lust for Life                                       | 2017 |
| Love Song                                               | Jack Antonoff, Elizabeth Grant                             | Norman Fucking Rockwell!                            | 2019 |
| Lucky Ones                                              | Elizabeth Grant, Rick Nowels                               | Born to Die (Deluxe Edition)                        | 2012 |
| Lust for Life (feat. The Weeknd)                        | Elizabeth Grant, Max Martin, Rick Nowels, Abel Tesfaye     | Lust for Life                                       | 2017 |

### M
| Titel                                                               | Autoren                        | Album                                                          | Jahr |
| ------------------------------------------------------------------- | ------------------------------ | -------------------------------------------------------------- | ---- |
| Margaret (feat. Bleachers)                                          | Jack Antonoff, Elizabeth Grant | Did You Know That There’s a Tunnel Under Ocean Blvd            | 2023 |
| Magic Tree and I Let Myself Go (Craig Armstrong feat. Lana Del Rey) | Craig Armstrong                | The Orchestral Score from Baz Luhrmann’s Film The Great Gatsby | 2013 |
| Mariners Apartment Complex                                          | Jack Antonoff, Elizabeth Grant | Norman Fucking Rockwell!                                       | 2018 |
| Mermaid Motel                                                       | Elizabeth Grant                | Lana Del Ray a.k.a Lizzy Grant                                 | 2010 |
| Million Dollar Man                                                  | Chris Braide, Elizabeth Grant  | Born to Die                                                    | 2012 |
| Money Power Glory                                                   | Elizabeth Grant, Greg Kurstin  | Ultraviolence                                                  | 2014 |
| Music to Watch Boys To                                              | Elizabeth Grant, Rick Nowels   | Honeymoon                                                      | 2015 |

### N
| Titel                       | Autoren                                                      | Album                            | Jahr |
| --------------------------- | ------------------------------------------------------------ | -------------------------------- | ---- |
| National Anthem             | James Bauer-Mein, Lana Del Rey, Justin Parker, David Sneddon | Born to Die                      | 2012 |
| Nectar of the Gods          | Elizabeth Grant, Barrie-James O’Neill                        | Blue Banisters                   | 2021 |
| Norman Fucking Rockwell     | Jack Antonoff, Elizabeth Grant                               | Norman Fucking Rockwell!         | 2019 |
| Not All Who Wander Are Lost | Jack Antonoff, Elizabeth Grant                               | Chemtrails over the Country Club | 2021 |

### O
| Titel                 | Autoren                                           | Album                          | Jahr |
| --------------------- | ------------------------------------------------- | ------------------------------ | ---- |
| Off to the Races      | Elizabeth Grant, Tim Larcombe                     | Born to Die                    | 2012 |
| Oh Say Can You See Me | Elizabeth Grant                                   | Lana Del Ray a.k.a Lizzy Grant | 2010 |
| Old Money             | Elizabeth Grant, Robbie Fitzsimmons, Daniel Heath | Ultraviolence                  | 2014 |

### P
| Titel                                         | Autoren                                                                      | Album                                               | Jahr |
| --------------------------------------------- | ---------------------------------------------------------------------------- | --------------------------------------------------- | ---- |
| Paris, Texas (feat. SYML)                     | Elizabeth Grant, Brian Fennell                                               | Did You Know That There’s a Tunnel Under Ocean Blvd | 2023 |
| Party Monster (The Weeknd feat. Lana Del Rey) | Ahmad Balshe, Benjamin Diehl, Elizabeth Grant, Martin McKinney, Abel Tesfaye | Starboy                                             | 2016 |
| Pawn Shop Blues                               | Elizabeth Grant                                                              | Lana Del Ray a.k.a Lizzy Grant                      | 2010 |
| Peppers (feat. Tommy Genesis)                 | Elizabeth Grant, Tommy Genesis, Mike Hermosa, Benji Lysaght                  | Did You Know That There’s a Tunnel Under Ocean Blvd | 2023 |
| Pretty When You Cry                           | Elizabeth Grant, Blake Stranathan                                            | Ultraviolence                                       | 2014 |
| Prisoner (The Weeknd feat. Lana Del Rey)      | Elizabeth Grant, Carlo Montagnese, Abel Tesfaye                              | Beauty Behind the Madness                           | 2015 |
| Put Me in a Movie                             | Elizabeth Grant                                                              | Lana Del Ray a.k.a Lizzy Grant                      | 2010 |

### Q
| Titel                    | Autoren                      | Album                          | Jahr |
| ------------------------ | ---------------------------- | ------------------------------ | ---- |
| Queen of the Gas Station | Elizabeth Grant, David Kahne | Lana Del Ray a.k.a Lizzy Grant | 2010 |

### R
| Titel                                       | Autoren                        | Album                          | Jahr |
| ------------------------------------------- | ------------------------------ | ------------------------------ | ---- |
| Radio                                       | Elizabeth Grant, Justin Parker | Born to Die                    | 2012 |
| Raise Me Up (Mississippi South)             | Elizabeth Grant                | Lana Del Ray a.k.a Lizzy Grant | 2010 |
| Religion                                    | Elizabeth Grant, Rick Nowels   | Honeymoon                      | 2015 |
| Ride                                        | Elizabeth Grant, Justin Parker | Paradise                       | 2012 |
| Riverside (Barrie-James feat. Lana Del Rey) | Barrie-James O’Neill           | Strange Desire                 | 2021 |

### S
| Titel                                               | Autoren | Album                                               | Jahr |
| --------------------------------------------------- | --- | --------------------------------------------------- | ---- |
| Sad Girl                                            | Elizabeth Grant, Rick Nowels                                                                                            | Ultraviolence                                       | 2014 |
| Salvatore                                           | Elizabeth Grant, Rick Nowels                                                                                            | Honeymoon                                           | 2015 |
| Say Yes to Heaven                                   | Elizabeth Grant, Rick Nowels                                                                                            | —                                                   | 2023 |
| Secret Life (Bleachers feat. Lana Del Rey)          | Jack Antonoff, Patrik Berger                                                                                            | Take the Sadness Out of Saturday Night              | 2021 |
| Shades of Cool                                      | Elizabeth Grant, Rick Nowels                                                                                            | Ultraviolence                                       | 2014 |
| Smarty                                              | Elizabeth Grant | Lana Del Ray a.k.a Lizzy Grant                      | 2010 |
| Snow on the Beach (Taylor Swift feat. Lana Del Rey) | Jack Antonoff, Elizabeth Grant, Taylor Swift                                                                            | Midnights                                           | 2022 |
| Spender (Smiler feat. Lana Del Rey)                 | Joseph Bartlett-Vanderpuye, Elizabeth Grant                                                                             | All I Know                                          | 2012 |
| Stargirl Interlude (The Weeknd feat. Lana Del Rey)  | Elizabeth Grant, Timothy McKenzie, Martin McKinney, Abel Tesfaye                                                        | Starboy                                             | 2016 |
| Suburban House (Holly Macve feat. Lana Del Rey)     | Holly Macve | —                                                   | 2023 |
| Summer Bummer (feat. A$AP Rocky & Playboi Carti)    | Jordan Carter, Andrew Joseph Gradwohl Jr., Elizabeth Grant, Rakim Mayers, Matthew Samuels, Jahaan Sweet, Tyler Williams | Lust for Life                                       | 2017 |
| Summertime (Kontra K feat. Lana Del Rey)            | Thilo Brandt, Maximilian Diehn, Elizabeth Grant, Emile Haynie, Rick Nowels, Konstantin Scherer, Vincent Stein           | Die Hoffnung klaut mir niemand                      | 2023 |
| Summertime Sadness                                  | Elizabeth Grant, Rick Nowels                                                                                            | Born to Die                                         | 2012 |
| Swan Song                                           | Elizabeth Grant, Rick Nowels                                                                                            | Honeymoon                                           | 2015 |
| Sweet                                               | Elizabeth Grant, Drew Erickson                                                                                          | Did You Know That There’s a Tunnel Under Ocean Blvd | 2023 |
| Sweet Carolina                                      | Alana Champion, Elizabeth Grant, Caroline Grant, Robert Grant Jr.                                                       | Blue Banisters                                      | 2021 |

### T
| Titel                                                                 | Autoren | Album                                                          | Jahr |
| --------------------------------------------------------------------- | --- | -------------------------------------------------------------- | ---- |
| Taco Truck x VB                                                       | Jack Antonoff, Elizabeth Grant, Mike Hermosa | Did You Know That There’s a Tunnel Under Ocean Blvd            | 2023 |
| Terrence Loves You                                                    | Elizabeth Grant, Rick Nowels | Honeymoon                                                      | 2015 |
| Text Book                                                             | Elizabeth Grant, Gabe Simon | Blue Banisters                                                 | 2021 |
| The Abyss (The Weeknd feat. Lana Del Rey)                             | Mike Dean, Elizabeth Grant, Patrick Greenaway, Abel Tesfaye | Hurry Up Tomorrow                                              | 2025 |
| The Blackest Day                                                      | Elizabeth Grant, Rick Nowels | Honeymoon                                                      | 2015 |
| The Grants                                                            | Elizabeth Grant, Mike Hermosa | Did You Know That There’s a Tunnel Under Ocean Blvd            | 2023 |
| The Greatest                                                          | Jack Antonoff, Elizabeth Grant | Norman Fucking Rockwell!                                       | 2019 |
| The Next Best American Record                                         | Elizabeth Grant, Rick Nowels | Norman Fucking Rockwell!                                       | 2019 |
| This Is What Makes Us Girls                                           | Elizabeth Grant, Jim Irvin, Tim Larcombe | Born to Die                                                    | 2012 |
| Thunder                                                               | Zachary Dawes, Elizabeth Grant | Blue Banisters                                                 | 2021 |
| Tomorrow Never Came (feat. Sean Ono Lennon)                           | Elizabeth Grant, Rick Nowels, Sean Ono Lennon | Lust for Life                                                  | 2017 |
| Tough (mit Quavo)                                                     | Jack Antonoff, Nick Bailey, Maddox Batson, Josh Dorr, Jaxson Free, Elizabeth Grant, Clayton Johnson, Quavious Marshall, Benny Negrin, Henry Walter, Andrew Watt, Elysse Jane Yulo | —                                                              | 2024 |
| Tropico                                                               | Elizabeth Grant | Tropico                                                        | 2013 |
| Two Minutes to Four and Reunited (Craig Armstrong feat. Lana Del Rey) | Craig Armstrong | The Orchestral Score from Baz Luhrmann’s Film The Great Gatsby | 2013 |
| Tulsa Jesus Freak                                                     | Jack Antonoff, Elizabeth Grant | Chemtrails over the Country Club                               | 2021 |

### U
| Titel         | Autoren                       | Album         | Jahr |
| ------------- | ----------------------------- | ------------- | ---- |
| Ultraviolence | Elizabeth Grant, Daniel Heath | Ultraviolence | 2014 |

### V
| Titel             | Autoren                        | Album                    | Jahr |
| ----------------- | ------------------------------ | ------------------------ | ---- |
| Venice Bitch      | Jack Antonoff, Elizabeth Grant | Norman Fucking Rockwell! | 2018 |
| Video Games       | Elizabeth Grant, Justin Parker | Born to Die              | 2011 |
| Violets for Roses | Drew Erickson, Elizabeth Grant | Blue Banisters           | 2021 |

### W
| Titel                                           | Autoren                                                  | Album                            | Jahr |
| ----------------------------------------------- | -------------------------------------------------------- | -------------------------------- | ---- |
| Wait for Life (Emile Haynie feat. Lana Del Rey) | Elizabeth Grant, Emile Haynie                            | We Fall                          | 2015 |
| Watercolor Eyes                                 | Nasri Atweh, Elizabeth Grant                             | —                                | 2022 |
| West Coast                                      | Elizabeth Grant, Rick Nowels                             | Ultraviolence                    | 2014 |
| When the World Was at War We Kept Dancing       | Elizabeth Grant, Rick Nowels                             | Lust for Life                    | 2017 |
| White Dress                                     | Jack Antonoff, Elizabeth Grant                           | Chemtrails over the Country Club | 2021 |
| White Mustang                                   | Elizabeth Grant, Rick Nowels                             | Lust for Life                    | 2017 |
| Wild at Heart                                   | Jack Antonoff, Elizabeth Grant                           | Chemtrails over the Country Club | 2021 |
| Wildflower Wildfire                             | Mike Dean, Elizabeth Grant, Sage Skolfield, Sean Solymar | Blue Banisters                   | 2021 |
| Without You                                     | Elizabeth Grant, Sacha Skarbek                           | Born to Die (Deluxe Edition)     | 2012 |
| Woman (Cat Power feat. Lana Del Rey)            | Chan Marshall                                            | Wanderer                         | 2018 |

### Y
| Titel             | Autoren                      | Album                            | Jahr |
| ----------------- | ---------------------------- | -------------------------------- | ---- |
| Yayo              | Elizabeth Grant              | Kill Kill EP                     | 2008 |
| Yosemite          | Elizabeth Grant, Rick Nowels | Chemtrails over the Country Club | 2021 |
| Young & Beautiful | Elizabeth Grant, Rick Nowels | Der große Gatsby (O.S.T.)        | 2013 |

## Coverversionen
| Titel                                                  | Autoren | Album                                                                    | Jahr |
| ------------------------------------------------------ | --- | ------------------------------------------------------------------------ | ---- |
| Blue Skies                                             | Irving Berlin | The New Look (O.S.T.)                                                    | 2024 |
| Blue Velvet                                            | Lee Morris, Bernie Wayne | Paradise                                                                 | 2012 |
| Buddy’s Rendezvous                                     | Father John Misty | Chloë and the Next 20th Century (Deluxe-Edition) • Buddy’s Rendezvous EP | 2022 |
| Burnt Norton (Interlude)                               | T. S. Eliot | Honeymoon                                                                | 2015 |
| Chet Baker (Unplugged) (Mando Diao feat. Lana Del Rey) | Björn Dixgård, Gustaf Norén | MTV Unplugged – Above and Beyond                                         | 2010 |
| Doin’ Time                                             | George Gershwin, Ira Gershwin, Marshall Goodman, Dorothy Heyward, DuBose Heyward, Adam Horovitz, Bradley Nowell, Rick Rubin, Adam Yauch | Norman Fucking Rockwell!                                                 | 2019 |
| Don’t Let Me Be Misunderstood                          | Bennie Benjamin, Gloria Caldwell, Sol Marcus                                                                                            | Honeymoon                                                                | 2015 |
| For Free (feat. Weyes Blood & Zella Day)               | Joni Mitchell | Chemtrails over the Country Club                                         | 2021 |
| Gloria (Unplugged) (Mando Diao feat. Lana Del Rey)     | Björn Dixgård, Gustaf Norén | MTV Unplugged – Above and Beyond                                         | 2010 |
| Interlude – The Trio                                   | Ennio Morricone | Blue Banisters                                                           | 2021 |
| Once Upon a Dream                                      | Sammy Fain, Jack Lawrence | Maleficent – Die dunkle Fee (O.S.T.)                                     | 2014 |
| The Other Woman                                        | Jessie Mae Robinson | Ultraviolence                                                            | 2014 |
| Season of the Witch                                    | Donovan Leitch | Scary Stories to Tell in the Dark (O.S.T.)                               | 2019 |
| Some Things Last a Long Time                           | Jad Fair, Daniel Johnston | Hi! How Are You Daniel Johnston?                                         | 2015 |
| Summer Wine                                            | Lee Hazlewood | —                                                                        | 2013 |
| Summertime (The Gershwin Version)                      | George Gershwin, Ira Gershwin, DuBose Heyward                                                                                           | —                                                                        | 2020 |
| Take Me Home, Country Roads                            | Bill Danoff, John Denver, Taffy Nivert                                                                                                  | —                                                                        | 2023 |
| You Must Love Me                                       | Andrew Lloyd Webber, Tim Rice | Unmasked: The Platinum Collection                                        | 2018 |
| You’ll Never Walk Alone                                | Oscar Hammerstein II, Richard Rodgers                                                                                                   | The End of the Storm (Official Soundtrack)                               | 2020 |